# Réserve naturelle nationale du Haut-Rhône français
La réserve naturelle nationale du Haut-Rhône français (RNN178) est une réserve naturelle nationale de France située en Auvergne-Rhône-Alpes dans les départements de l'Ain, de l'Isère et de la Savoie. Classée en 2013 et occupant 1 707 hectares le long du Rhône, c'est la plus grande réserve naturelle fluviale forestière de France.

## Localisation

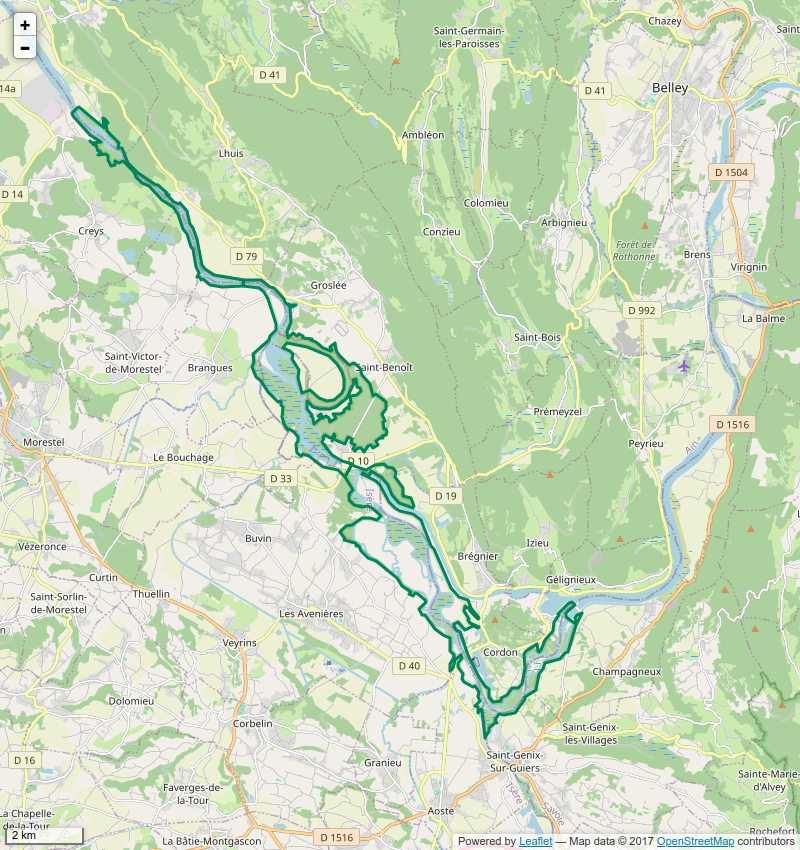
Périmètre de la réserve naturelle.

Le territoire de la réserve naturelle s'allonge sur 25 kilomètres et se trouve sur trois départements : l'Ain, l'Isère et la Savoie. Il s'étend sur les communes de Aoste, Brangues, Brégnier-Cordon, Briord, Champagneux, Creys-Mépieu, Le Bouchage, Les Avenières, Lhuis, Murs-et-Gélignieux, Saint-Benoît, Saint-Genix-sur-Guiers et Saint-Victor-de-Morestel entre le barrage de Champagneux et le défilé naturel de Malarage.

## Histoire du site et de la réserve
En amont de Lyon, entre la pointe sud du Bugey et les collines du Dauphiné, le Rhône a comblé de ses alluvions un vaste lac né lors de la fonte des glaciers quaternaires. Le fleuve a divagué ensuite plusieurs siècles en créant d'innombrables bras appelés localement « lônes », avant d'être canalisé par des digues et des cordons d'enrochements. La sauvegarde des écosystèmes originaux de forêts alluviales est devenue prioritaire car ils constituent des importants réservoirs de biodiversité.
En 2008, le site a tout d'abord été classé en réserve naturelle régionale des Iles du Haut-Rhône. Celle-ci a été absorbée par la nouvelle réserve naturelle nationale.

## Écologie (biodiversité, intérêt écopaysager…)
Le site constitue la plus grande réserve fluviale forestière de France. Il accueille une grande diversité de milieux : ripisylves, saulaies, roselieres, prairies inondables.
Il intègre des sites remarquables comme l'ancien méandre du Saugey (communes de Brangues et de Saint-Benoît), aujourd’hui classé espace naturel sensible départemental isérois et la forêt d'Evieu.
Étant donné la date de classement récente, les inventaires sont encore partiels et incomplets.

### Flore
La flore compte l'Hottonie des marais, la Renoncule grande douve, la petite Naiade et la Fritillaire pintade.

### Faune
Parmi les espèces d'oiseaux présentes sur le site, on peut citer l'Aigrette garzette, le Faucon hobereau, le Héron pourpré et le Martin-pêcheur d'Europe.

## Intérêt touristique et pédagogique
L'accès au Rhône est très facile depuis les deux rives. Le canal de Brégnier-Cordon permet également un accès.

## Administration, plan de gestion, règlement
Le gestionnaire de la réserve naturelle n'a pas encore été désigné.

### Outils et statut juridique
La réserve naturelle a été créée par un décret du 4 décembre 2013.